# NGC 3861A
NGC 3861A је спирална галаксија у сазвежђу Лав која се налази на NGC листи објеката дубоког неба.
Деклинација објекта је + 19° 58' 25" а ректасцензија 11h 45m 3,8s. Привидна величина (магнитуда) објекта NGC 3861 износи 12,7 а фотографска магнитуда 13,5. NGC 3861A је још познат и под ознакама UGC 6724, MCG 3-30-93, CGCG 97-129, KCPG 299A, IRAS 11424+2015, PGC 36604.